# 27時間チャレンジテレビ

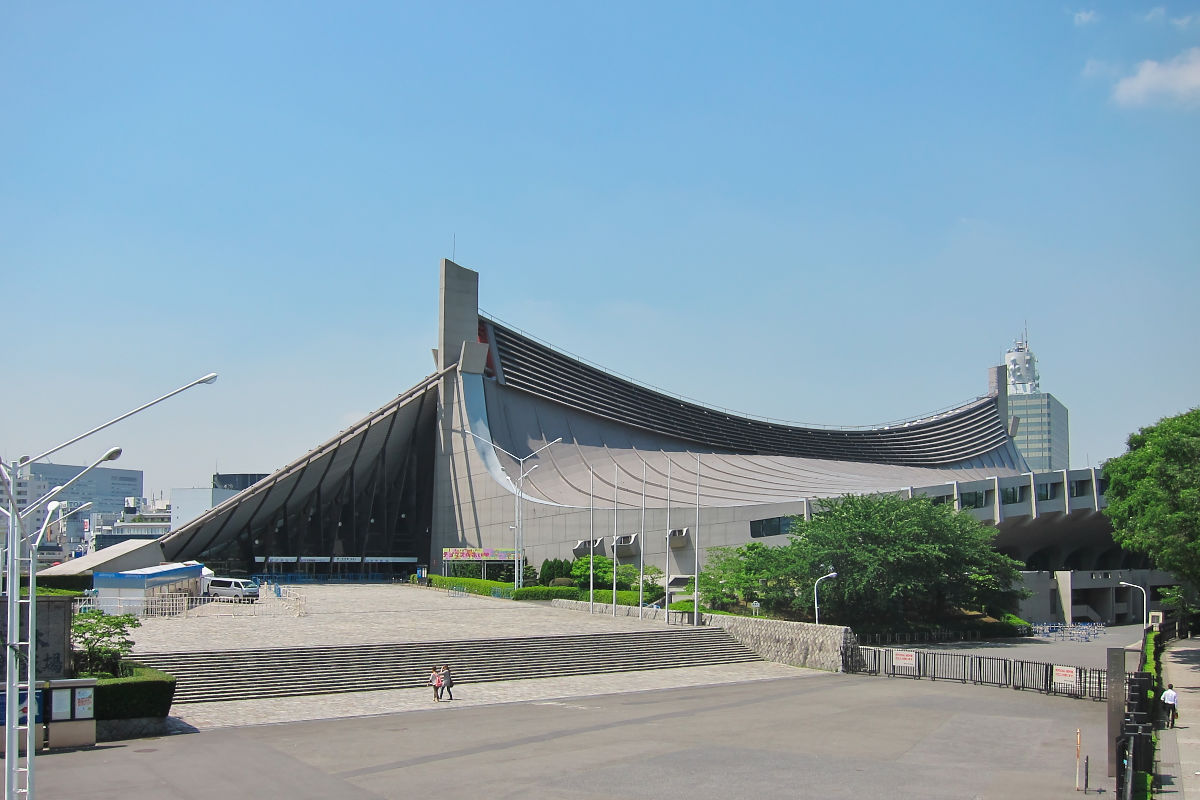
1997年の生放送が行われた代々木第一体育館

1996年に制定され、オープニングで発表されたテレビ朝日系ネットワークシンボルマーク

『27時間チャレンジテレビ』（にじゅうななじかんチャレンジテレビ）は、1996年と1997年の各11月に放送された、テレビ朝日の秋の大型特別番組の総称である（正式タイトルは後述）。別名『27時間チャレンジ宣言』、『27時間チャレンジSP』など。
当時の人気番組『ウッチャンナンチャンの炎のチャレンジャーこれができたら100万円!!』をベースにし、「炎チャレ」のMCウッチャンナンチャンを総合司会に据えた。
テレビ朝日としては初めての本格的な長時間特別番組である。

## 概要
1996年、岩手朝日テレビの開局によってテレビ朝日系ネットワークが26局（クロスネット局含む）になったのに伴い、メイン会場の横浜アリーナより11月2日午後6:00 - 11月3日午後8:54（日本標準時間）、のべ2日間・約27時間にわたって生放送（24局ネット）された。
「チャレンジ」をコンセプト・テーマに、「30人31脚」をはじめとする挑戦企画、歌番組や旅番組、バラエティ番組などを放送した。3日の朝8時から午後1時45分までは『第28回全日本大学駅伝対校選手権大会』（名古屋テレビと共同制作）の生中継が組み込まれた。
すでに他局の長時間特別番組は、夏の恒例となっている老舗の『24時間テレビ』（日本テレビ系列）と、フジテレビ系列の『FNS27時間テレビ』と年末に『報道30時間テレビ』（TBS系列）の3本があったが、『24時間テレビ』や『27時間テレビ』と重複するため、放送時期をずらした秋に放送された。
テレビ朝日は、翌年の1997年も11月8日 - 9日の2日にわたって放送。会場を前年の横浜アリーナから東京・代々木第一体育館に移して生放送された。
本番組はわずか2回で終了となったが、『30人31脚』は独立した企画として2009年まで放送された。
番組中で発表されたネットワークシンボルは2003年9月28日まで使用された。

## 番組タイトル
- 1996年（第1回）：『熱血27時間 炎のチャレンジ宣言!!』
- 1997年（第2回）：『27時間ぶちぬきスペシャル 熱血チャレンジ宣言'97[5]』

## 主な出演者
総合司会
- ウッチャンナンチャン（内村光良・南原清隆）ほか

インフォメーションアナウンサー
- 下平さやか
- 大下容子
- 萩野志保子
- 高橋真紀子
- 坪井直樹ほか

1997年の主な司会者
| 回 | 企画名                                                                                 | 主司会者 |
| -- | -------------------------------------------------------------------------------------- | --- |
| 1  | 小学生クラス対抗30人31脚                                                               | ウッチャンナンチャン データ担当：長島三奈 出演：羽田恵理香、鈴木紗理奈、定岡正二、松尾伴内他 ゲスト：宮本和知・長嶋一茂 レース実況：松井康真                  |
| 2  | 幸運のサポーター                                                                       | 内村光良、南原清隆 進行：大熊英司、野村華苗、丸川珠代、国吉伸洋（土曜日のみ） ナレーター：伊津野亮 原田ひとみ、海津晶子、堀ナナ、夏目敦子（メディアガールズ） |
| 3  | Challenge Song Special Live                                                            | 司会：河村隆一&下平さやか MAX、V6、ウルフルズ、シャ乱Q、岡本真夜、華原朋美、Every Little Thing                                                                |
| 4  | イルカが海に帰る日 〜ユキよ、自由の海を泳げ〜                                          | 東京側（総合司会）：渡辺宜嗣&高橋真紀子 沖縄側：一色紗英&三上智恵 スペシャルゲスト：ジャック・マイヨール                                                      |
| 5  | MUSIC POWER CHALLENGE LIVE                                                             | 司会：下平さやか 相川七瀬&SPEED |
| 6  | インフォメーションコーナー                                                             | 司会：萩野志保子&坪井直樹 |
| 7  | 鉄棒ぶら下がり耐久レース                                                               | 実況：田畑祐一／アシスタント：川北桃子 応援ゲスト：鈴木紗理奈                                                                                                 |
| 8  | 夢ザウルス                                                                             | 司会・下平さやか&角澤照治 |
| 9  | ロンブー・PUFFY／完徹!!バック・トウ・ザ・80s, 〜へのつっぱりはいらんですよスペシャル〜 | 司会：ロンドンブーツ1号2号&PUFFY・下平さやか 出演：鈴木紗理奈、河相我聞、山本太郎 ゲスト：カブキロックス                                                      |
| 10 | 今夜結成！ブリーフ4 夜の東京チャレンジツアー                                           | 司会：高橋真紀子&ガダルカナル・タカ（途中から） 出演：ブリーフ4（今田耕司、東野幸治、笑福亭鶴瓶、北野武）                                                     |
| 11 | ニュースチャレンジステーション                                                         | メインキャスター：雛形あきこ&高井正憲 ゲストキャスター：鈴木紗理奈、佐藤藍子                                                                                  |

## 主な企画
ウルトラ電流イライラ棒完全攻略できたら100万円・27時間テレビSPECIAL
27時間を通じて、随時各企画の合間に挿入する形で、事前に収録されたチャレンジを数コーナーに分けて放送した。『イライラ棒一族の三男坊、今再び蘇る』が、2日間を通してのオープニングでのナレーターのセリフであった。
挑戦者（1996年11月3日・出演時間順）
- ビートたけしのTVタックル[7]：ビートたけし[8]・大竹まこと・ヒロミ・東ちづる
- 桃かん：鈴木蘭々・吉野公佳
- 外科医柊又三郎2：渡部篤郎・佐藤B作
- OH!エルくらぶ：井森美幸・矢部美穂・林マヤ・林家いっ平[9]・長谷川初範
- ニュースステーション：小宮悦子
- トゥナイト2：石川次郎・山本晋也
- 週刊地球テレビ：高木美也子・石井苗子
- 驚きももの木20世紀：三宅裕司・麻木久仁子
- ヤクルトスワローズ：古田敦也・石井一久・吉井理人・飯田哲也（4人とも当時）
- 日本ハムファイターズ：金子誠・西崎幸広・上田佳範・広瀬哲朗（4人とも当時）
- CNNヘッドライン：海老原由佳
- ワイド!スクランブル：中村克洋
- スーパーモーニング：川野太郎
- 福島晃子（女子プロゴルファー）[10]
- 全日本バレー選手：大竹秀之・青山繁・佐々木太一・泉川正幸（4人とも当時）
- 横浜ベイスターズ：佐々木主浩（当時）
- 西武ライオンズ：鹿取義隆・伊東勤[11]（いずれも当時）
- プロ野球解説者：北別府学

小学生クラス対抗30人31脚
各地の出場校から中継、決勝は会場から生放送。
チャレンジソングスペシャルライブ
『ミュージックステーション』のチャレンジテレビ版。司会：タモリ、河村隆一、下平さやかほか。正式タイトルは「僕らに勇気をくれたチャレンジソングベスト100」で、タイトルのテロップのフォントは当時のミュージックステーションと同じ。
ニュースチャレンジステーション
『ANNニュース』の27時間チャレンジテレビ特別版。キャスター：高井正憲（当時テレビ朝日アナウンサー）・雛形あきこ（1996年・1997年）・渡辺宜嗣(1996年のみ、当時テレビ朝日アナウンサー）佐藤藍子、鈴木紗理奈（以上1997年のみ）。土曜深夜、日曜朝昼、夕方の計4回放送された。
内村桃子の天気予報
内村光良が女性お天気キャスター「内村桃子」に扮して、天気予報を伝える。
チャレンジカラオケバトル
ナイナイナ生スペシャル
出演：ナインティナイン他。
ブリーフ4
出演：ビートたけし、笑福亭鶴瓶、今田耕司、東野幸治
前出の4人がブリーフ1枚で夜の町を徘徊する。
和歌山県太地町から沖縄県座間味村まで・1500km/18時間 超大輸送作戦
日曜日の朝の時間帯に放送した『イルカが海に帰る日 〜ユキよ、自由の海を泳げ〜』。その史上最大のメインイベントが激闘・死闘・熱闘どの言葉を取っても相応しい1500km・18時間に及ぶイルカのユキの大輸送作戦。コースは下の通り。
| 回 | 行き方                                  | 輸送手段                                  | 協力会社 |
| -- | --------------------------------------- | ----------------------------------------- | -------- |
| 1  | 和歌山県太地町→大阪国際空港（伊丹空港） | トラック（1回目）                         | 日本通運 |
| 2  | 大阪国際空港→那覇空港                   | 空路（この第2ラウンドが最も危険なゾーン） | 全日空   |
| 3  | 那覇空港→泊港                           | トラック（2回目）                         | 日本通運 |
| 4  | 泊港→座間味村特設ステージ               | 船                                        | ヤンマー |

### 1996年
ペットボトルでクジラの形を作る夢クジラ
1996年のみ。中居正広・草彅剛ほか。
タモリ倶楽部生放送 空耳アワースペシャル
1996年のみ。
全日本大学駅伝対校選手権大会
1996年のみ。
限界に挑戦！フルマラソンリレー 8人の42.195km
御殿場スタートの東海道コース(薬師寺保栄→田村淳→白鳥智香子→森脇健児)、安中市スタートの中山道コース(吉村明宏→三村勝和→中嶋美智代→ラッシャー板前)で各4区のフルマラソンリレーを行い、ゴールの横浜アリーナを目指す。
番組を通して随時中継を行い、中山道コースアンカーのラッシャー板前が先にゴール、エンディングぎりぎりで東海道コースの森脇健児がゴールした。
この年はチャレンジソング100で1位になったSMAPの「がんばりましょう」が番組のエンディングテーマとなり、この曲をバックにスタッフロールを画面中央に流した。その際は30人31脚に出場した小学生チーム（一部）がこの曲を合唱した。
グラグラブロック飛んで積んで100万円
1996年のみ。レギュラー枠でのチャレンジの27時間テレビ編として11月3日に実施。当チャレンジをクリアした有名人はいなかった。
挑戦者
・超次元タイムボンバー：田代まさし＆千秋・よゐこ・TOKIO（城島茂・国分太一）
・ヤクルトスワローズ：石井一久・吉井理人・古田敦也・飯田哲也
・ザ・スクープ：鳥越俊太郎・蟹瀬誠一
・日本ハムファイターズ：金子誠・西崎幸広・上田佳範・広瀬哲朗
・全日本バレー選手：青山繁・大竹秀之、佐々木太一・泉川正幸
その他に幸運のサイコロ＆サポーター、朝までスポーツ生電リク、1万1千人の巨大人間椅子、SMAPの夢クジラ、
SMAPvsキューバ最強チーム 世紀の野球対決！！、Kinki kids マジックジョンソンに挑戦！！、たけし夢のワールドシリーズ・プロ野球カルトクイズ等の企画があった。

### 1997年
ペットボトルで恐竜の形を作る夢ザウルス
1997年のみ。ジャニーズJr.、下平さやか、角澤照治アナ。
27時間耐久 鉄棒ぶら下がり選手権
1997年のみ。
夢チャレンジャー 〜頑張れ!世界の日本人〜
1997年放送。世界各地で活躍し大きな夢を持つ日本人チャレンジャー達の活躍ぶりを酒井法子のナレーションで紹介する。★印は、ろうきん提供による夢チャレンジャー。
| 放送日 | 回  | 紹介人数 | 紹介時間帯                                               | 紹介国         | 一般の主役 （当時年齢） | 備考                                                                                     |
| ------ | --- | -------- | -------------------------------------------------------- | -------------- | ----------------------- | ---------------------------------------------------------------------------------------- |
| 土曜日 | 1   | 1人目    | 幸運のサポーター 土曜日大会開幕前                        | ボリビア       | 男性（60歳）            | 夢の学校を創るのが夢と言う日本人神父。全チャレンジャーの中で史上最年長。                 |
| 土曜日 | 2★  | 2人目    | チャレンジソングスペシャルライブ 第1部開始前             | アメリカ合衆国 | 男性（38歳）            | 世界一のレーサーを目指す生死を賭けたレースに挑む日本人。                                 |
| 土曜日 | 3   | 3人目    | チャレンジソングスペシャルライブ 第2部開始前             | フィリピン     | 女性（33歳）            | 夢の映画を創りたい挑戦者。「シンシア・ラスター」名義で活動するアクション女優。           |
| 日曜日 | 4   | 4人目    | ニュースチャレンジステーション 日曜日最初前              | オーストラリア | 男性（24歳）            | 本場の頂点に立ちたい日本人ラガーマン。                                                   |
| 日曜日 | 5★  | 5人目    | 今夜結成！ブリーフ4 〜夜の東京チャレンジツアー〜 Final前 | アメリカ合衆国 | 女性（34歳）            | 夢の個展開催を夢見るガラスアーティスト。                                                 |
| 日曜日 | 6   | 6人目    | 鉄棒ぶら下がり耐久レース 開始前                          | フランス       | 男性（39歳）            | 本物を日本に伝えたい世界一のワインカービスト。                                           |
| 日曜日 | 7   | 7人目    | 30人31脚全国大会 準決勝開始前                            | ロシア         | 男性（44歳）            | ラーメンの味を伝えたい挑戦者。                                                           |
| 日曜日 | 8★  | 8人目    | イルカが海に帰る日 〜ユキよ、自由の海を泳げ〜・開始前    | メキシコ       | 女性（29歳）            | プロデビューを夢見る日本人女性ボクサー。                                                 |
| 日曜日 | 9   | 9人目    | 久米&鶴瓶のチャレンジ京都2人旅 出発前                    | オーストラリア | 男性（19歳）            | 最年少チャレンジャー。馬の実力・世界一の国で早く初勝利したいと夢見る日本人新米競馬騎手。 |
| 日曜日 | 10★ | 10人目   | 幸運のサポーター 日曜日大会前                            | スペイン       | 女性（30歳）            | 本場の宝と踊ることを夢見る日本人女性フラメンコ・ダンサー。                               |
| 日曜日 | 11  | 11人目   | 幸運のサポーター 日曜日大会内                            | タイ           | 女性（29歳）            | 子供たちに夢を与えたい日本人女性の本屋。                                                 |
| 日曜日 | 12★ | 12人目   | 30人31脚全国大会 代々木ファイナル・決勝戦前              | スペイン       | 男性（27歳）            | 半身不随の日本人闘牛士。                                                                 |

チャレンジ宣言97
1997年の『チャレンジ宣言97』で番組キャラクターの「モアイ君」が様々な種目に挑戦した。
| 回 | モアイ君の表示             | 企画                                          |
| -- | -------------------------- | --------------------------------------------- |
| 1  | 4人5脚                     | 小学生クラス対抗30人31脚                      |
| 2  | 100万円のコイン石          | 幸運のサポーター（100万円企画）               |
| 3  | 恐竜の口に捕まれる         | ジャニーズJr.とみんなで作ろう!!夢ザウルス     |
| 4  | 海に入って上をイルカが飛ぶ | イルカが海に帰る日 〜ユキよ・自由の海を泳げ〜 |
| 5  | 4人5脚 海外版              | 30人31脚ワールドカップ                        |
| 6  | ミュージシャン             | チャレンジソング&MUSIC POWER CHALLENGE LIVE   |
| 7  | 鉄棒で赤くなる             | 鉄棒ぶら下がり耐久レース                      |
| 8  | テレビを見て驚く           | ロンブー・PUFFY完徹!!バック・トウ・ザ80s      |
| 9  | ブリーフ                   | 今夜結成!!ブリーフ4 夜の東京チャレンジツアー  |
| 10 | 居眠りモアイ               | 夜明け前のインフォメーション                  |
幸運のサポーター
1997年放送。括弧内は当時の所属番組もしくは所属球団名。

## タイムテーブル(1997年)
オープニング
- 「今年もやります！打ち抜き27時間熱血チャレンジ宣言97!」とタイトルコールした後にシルバーテープが打ち上がった。
- 各コーナー予告。
- Every Little Thingがテーマソングの『Face the change』を歌唱。なお、この日に披露した歌詞は実際のものとは異なった。

小学生クラス対抗30人31脚全国大会 第1回戦/前半戦
- 1996年同様に、全国24校をA・B・Cの3つのトーナメントブロックに分けて実施。
- ここでは第1試合（Aブロック第1試合） - 第6試合（Bブロック第2試合）の前半6試合を放送。

イルカが海に帰る日 前夜祭
- 沖縄・座間味島の特設ステージから一色紗英と琉球朝日放送の三上智恵が生中継。
- トレーニング前夜に迫ったイルカの「ユキちゃん」の現在の様子を伝え、ジャック・マイヨールが特別出演した。

幸運のサポーター 土曜日大会
- 1996年の『幸運のサイコロ 最後まで当てたら100万円』の後継企画。様々な対決を行い、観客は、どちらが勝利するかを当てるゲーム。
- 1996年と違う所は、前回は1ゲーム毎に人数を減らしたのに対して、今回は何番勝負で規定勝利数に行くまで試合を続ける所だった[21]。
- 宮崎からの幸運のサポーター・唯一の中継では、この年のプロ野球・日本シリーズの対戦カード・ヤクルトスワローズVS西武ライオンズを再現。試合終了後には宮本和知がトークで参加[22]。
- 電磁戦隊メガレンジャーとビーロボカブタックの2大ヒーローが応援ゲストとして登場。
- 第1回戦の絵当て対決で風間と共にチームを組んでいた佐藤が私、絵を描くのが駄目と1問目に行く際に強引に解答者席に座ろうとして丸川に絵描き席に回された。そして3問目に行く所で佐藤は自らガッツポーズをしていた。

ブリーフ4・Part1/I 夜の東京チャレンジツアー 出発!
東野&鶴瓶VS今田&北野の対戦形式。進行役は高橋真紀子。
小学生クラス対抗30人31脚全国大会 第1回戦/後半戦
第1回戦の残り6試合（第7試合・Bブロック第3試合 - 第12試合・Cブロック第4試合）を放送。
ブリーフ4・Part2/II 広尾・カフェ編
内村桃子の天気予報（1）
1996年の好評に応えて2年連続で内村が「内村桃子」に扮して、天気予報に挑戦。1発目は代々木・夢ザウルス前。
チャレンジソングスペシャルライブ1997 第1部
- 前年(1996年)に引き続き、3時間・2部構成の音楽ライブ。
- 『ミュージックステーション』のスタッフ制作で、司会は河村隆一が初挑戦。アシスタントに下平さやかを迎えて3時間生放送。
- 「チャレンジソング No.1」を、第1部では100位→41位までの60曲を発表。ランクインした曲や新曲が生ライブで披露された。

ニュースチャレンジステーション（1）
前年(1996年)同コーナーに参加した雛形に加え、今年は佐藤藍子と鈴木紗理奈も参加。高井正憲と共にニュース番組に挑んだ。
内村桃子の天気予報（2）
スポーツステーション
イチローとの「南原VSイチロー スペシャルトーク対決」企画を実施。
内村桃子の天気予報（3）
土曜日最後は源さん 宅から。
ブリーフ4・Part3/III 都内・寿司屋編
都内の寿司屋で英気を養うはずが、この辺りから鶴瓶が極悪の酒酔い状態に。
チャレンジソングスペシャルライブ1997 第2部
40位→1位までの全40曲を発表。
ブリーフ4・Part4/IV 都内・ゲームセンター編
4人がプリント倶楽部。
タモリとチャレンジ
タモリが行きつけの、深夜でほぼ閉店後の寿司屋に出向きお寿司を食べる。
ブリーフ4・Part5/V 都内・大物俳優宅編
この回からタカが特別参加として加わった。
ナイナイナ生スペシャル
ブリーフ4・Part6/VI 御色気企画
この回、鶴瓶に代わりタカが参加した。
ロンブー・PUFFY/完徹!!バック・トウ・ザ・80s, 〜へのつっぱりはいらんですよスペシャル〜
ロンドンブーツ1号2号の田村淳・田村亮とPUFFYの大貫亜美・吉村由美が仲間たちと共に80年代を振り返った。
ニュースチャレンジステーション（2）
内村桃子の天気予報（4）
ブリーフ4 夜の東京チャレンジツアーファイナル・完結編（Part7/VII）
内村桃子の天気予報（5）
鉄棒ぶら下がり耐久レース スタート
時間無制限1本勝負。
小学生クラス対抗30人31脚全国大会 第2回戦
1回戦を勝ち抜いた12チームが準々決勝進出（代々木王手枠）を目指し激突。
イルカが海に帰る日 直前祭
ジャニーズJr.とみんなで作ろう!夢ザウルス 製作開始
内村桃子の天気予報（6）
『ニュースステーション』のセットをバックに天気予報。
小学生クラス対抗30人31脚全国大会 準決勝
6校中3校が決勝進出。
イルカが海に帰る日 〜ユキよ、自由の海の泳げ〜
座間味村の特設ステージから生放送。ゲスト：三好博之、ジャック・マイヨール。
宮本和知のサンデースポーツ
宮本和知がスポーツキャスターに初挑戦。
サンデースポーツPresents 新たなる出発!宮本和知引退記念試合in東京ドーム
北野武率いる芸能界選抜「たけし軍27」と宮本和知率いる巨人軍選抜「M.s Bravo!」の真剣勝負。
ニュースチャレンジステーション（3）
高井正憲・雛形あきこキャスター。
久米宏&笑福亭鶴瓶のチャレンジ京都2人旅
30人31脚ワールドカップ
「30人31脚・世界戦」のエキシビジョンマッチ。香港、バンコク、シドニーの3都市を衛星回線で結ぶ初代・世界一決定戦。香港は香港スタジアム、バンコクはアユタヤスタジアム（en:Ayutthaya Stadium）そしてシドニーはダドリーページパークから三元衛星生中継。
内村桃子の天気予報（7）
六本木で最後の天気予報は、画面下に各地の天気を表示しながらの天気コーナー。
MUSIC POWER CHALLENGE LIVE
内村桃子の天気予報（8）
代々木で2回目の天気予報は、夢ザウルスと子供達をバックに。
幸運のサポーター
土曜日版は3試合制2勝先勝で争ったが、今回の日曜日版は5試合制3勝先勝に変更。
内村桃子・最後の天気予報
ニュースチャレンジステーションファイナル
- 雛形あきこ&高井正憲ペアの97年版ニュースコーナー。

夢ザウルス 途中経過
午後5時頃の中継では下平さやかが復帰。
鉄棒ぶら下がり耐久レース 途中経過
代々木から続々と応援団が登場。
小学生クラス対抗30人31脚全国大会 決勝戦・表彰式
ジャニーズJr.とみんなで作ろう!夢ザウルス 遂に完成!
角澤照治と対戦。
夢ザウルスをバックにスーパーグランドフィナーレ
Every Little Thing が、もう一つの番組テーマソング「Never stop!」を歌唱。

## チャレンジソング
全国約1万人のアンケートからランク付けした。前述の通り、1996年・1997年の両年共、当時の最新曲やランクインされている楽曲がスタジオで数曲歌われている。
| 1996年 | 1997年 | 曲名                                             | 歌手名                       |
| ------ | ------ | ------------------------------------------------ | ---------------------------- |
| 1      | 4      | がんばりましょう                                 | SMAP                         |
| 2      | 1      | ガッツだぜ!!                                     | ウルフルズ                   |
| 3      | 2      | TOMORROW                                         | 岡本真夜                     |
| 4      | 3      | 負けないで                                       | ZARD                         |
| 5      | 7      | どんなときも。                                   | 槇原敬之                     |
| 6      | 17     | 上を向いて歩こう                                 | 坂本九                       |
| 7      | 9      | 愛は勝つ                                         | KAN                          |
| 8      | 27     | 元気を出して                                     | 竹内まりや                   |
| 9      | 71     | 田園                                             | 玉置浩二                     |
| 10     | 76     | Runner                                           | 爆風スランプ                 |
| 11     | 93     | My Revolution                                    | 渡辺美里                     |
| 12     | -      | Don't wanna cry                                  | 安室奈美恵                   |
| 13     | 29     | LOVE LOVE LOVE                                   | DREAMS COME TRUE             |
| 14     | 11     | 三百六十五歩のマーチ                             | 水前寺清子                   |
| 15     | 22     | それが大事                                       | 大事MANブラザーズバンド      |
| 16     | 33     | GONNA FLY NOW-ロッキーのテーマ-（Gonna Fly Now） | （ビル・コンティ）           |
| 17     | 13     | 川の流れのように                                 | 美空ひばり                   |
| 18     | 25     | 夢をあきらめないで                               | 岡村孝子                     |
| 19     | 19     | 昴-すばる-                                       | 谷村新司                     |
| 20     | -      | 旅人よ 〜The Longest Journey                     | 爆風スランプ                 |
| 21     | 58     | YAH YAH YAH                                      | CHAGE&ASKA                   |
| 22     | 37     | ff (フォルティシモ)                              | HOUND DOG                    |
| 23     | -      | ら・ら・ら                                       | 大黒摩季                     |
| 24     | 35     | バンザイ 〜好きでよかった〜                      | ウルフルズ                   |
| 25     | -      | 花 -Mémento-Mori-                                | Mr.Children                  |
| 26     | 82     | マイ・ウェイ                                     | フランク・シナトラ           |
| 27     | 75     | 晴れたらいいね                                   | DREAMS COME TRUE             |
| 28     | 34     | I'm proud                                        | 華原朋美                     |
| 29     | -      | Chase the Chance                                 | 安室奈美恵                   |
| 30     | 45     | チェリー                                         | スピッツ                     |
| 31     | 89     | 人生いろいろ                                     | 島倉千代子                   |
| 32     | -      | 風になりたい                                     | THE BOOM                     |
| 33     | 30     | YOUNG MAN (Y.M.C.A.)                             | 西城秀樹                     |
| 34     | 65     | 乾杯                                             | 長渕剛                       |
| 35     | 73     | innocent world                                   | Mr.Children                  |
| 36     | 42     | いい日旅立ち                                     | 山口百恵                     |
| 37     | 60     | 決戦は金曜日                                     | DREAMS COME TRUE             |
| 38     | -      | WOW WAR TONIGHT 〜時には起こせよムーヴメント     | H Jungle with t              |
| 39     | -      | 時代                                             | 中島みゆき                   |
| 40     | -      | You're my sunshine                               | 安室奈美恵                   |
| 41     | 88     | 浪漫飛行                                         | 米米CLUB                     |
| 42     | 62     | 翼をください                                     | 赤い鳥                       |
| 43     | -      | ララ サンシャイン                                | 森高千里                     |
| 44     | -      | いつでも夢を                                     | 橋幸夫                       |
| 45     | -      | ファイト!                                        | 中島みゆき                   |
| 46     | 50     | リンダリンダ                                     | THE BLUE HEARTS              |
| 47     | -      | 柔                                               | 美空ひばり                   |
| 48     | 51     | 空も飛べるはず                                   | スピッツ                     |
| 49     | 55     | 青い山脈                                         | 藤山一郎                     |
| 50     | 92     | 熱くなれ                                         | 大黒摩季                     |
| 51     | 86     | 贈る言葉                                         | 海援隊                       |
| 52     | -      | 俺たちに明日はある                               | SMAP                         |
| 53     | -      | HELLO                                            | 福山雅治                     |
| 54     | -      | 青春時代                                         | 森田公一とトップギャラン     |
| 55     | 61     | 名もなき詩                                       | Mr.Children                  |
| 56     | 63     | うれしい!たのしい!大好き!                        | DREAMS COME TRUE             |
| 57     | 69     | チャンピオン                                     | アリス                       |
| 58     | -      | Hello, Again 〜昔からある場所〜                  | MY LITTLE LOVER              |
| 59     | -      | 見上げてごらん夜の星を                           | 坂本九                       |
| 60     | 100    | 君がいるだけで                                   | 米米CLUB                     |
| 61     | -      | アジアの純真                                     | PUFFY                        |
| 62     | 80     | そばかす                                         | JUDY AND MARY                |
| 63     | -      | TRUE LOVE                                        | 藤井フミヤ                   |
| 64     | -      | リンゴの唄                                       | 並木路子                     |
| 65     | -      | 王将                                             | 村田英雄                     |
| 66     | 98     | ロビンソン                                       | スピッツ                     |
| 67     | -      | SAY YES                                          | CHAGE&ASKA                   |
| 68     | -      | 気分爽快                                         | 森高千里                     |
| 69     | 53     | 愛燦燦                                           | 美空ひばり                   |
| 70     | -      | I BELIEVE                                        | 華原朋美                     |
| 71     | -      | 空を見なよ                                       | シャ乱Q                      |
| 72     | -      | 時の流れに身をまかせ                             | テレサ・テン                 |
| 73     | 66     | サンキュ.                                        | DREAMS COME TRUE             |
| 74     | -      | 勇気100%                                         | 光GENJI                      |
| 75     | -      | シーソーゲーム 〜勇敢な恋の歌〜                  | Mr.Children                  |
| 76     | -      | ANNIVERSARY〜無限にCALLING YOU                   | 松任谷由実                   |
| 77     | -      | 涙くんさよなら                                   | （作詞・作曲：浜口庫之助）   |
| 78     | -      | Diamonds                                         | プリンセス・プリンセス       |
| 79     | -      | 君といつまでも                                   | 加山雄三                     |
| 80     | -      | TRY ME 〜私を信じて〜                            | 安室奈美恵withSUPER MONKEY'S |
| 81     | -      | en:HERO                                          | マライア・キャリー           |
| 82     | 91     | いとしのエリー                                   | サザンオールスターズ         |
| 83     | 47     | グロリアス                                       | GLAY                         |
| 84     | -      | PRIDE                                            | CHAGE&ASUKA                  |
| 85     | -      | SOMEDAY                                          | 佐野元春                     |
| 86     | -      | 春一番                                           | キャンディーズ               |
| 87     | -      | LOVE PHANTOM                                     | B'z                          |
| 88     | 39     | LET IT BE                                        | ビートルズ                   |
| 89     | -      | いいわけ                                         | シャ乱Q                      |
| 90     | -      | TOP OF THE WORLD                                 | カーペンターズ               |
| 91     | -      | LA・LA・LA LOVE SONG                             | 久保田利伸                   |
| 92     | 21     | Tomorrow never knows                             | Mr.Children                  |
| 93     | -      | FOREVER                                          | 岡本真夜                     |
| 94     | -      | DEPARTURES                                       | globe                        |
| 95     | -      | いっぽんどっこの唄                               | 水前寺清子                   |
| 96     | -      | BOY MEETS GIRL                                   | trf                          |
| 97     | -      | BREAK OUT!                                       | 相川七瀬                     |
| 98     | -      | オリジナル スマイル                              | SMAP                         |
| 99     | -      | 卒業                                             | 尾崎豊                       |
| 100    | 97     | PIECE OF MY WISH                                 | 今井美樹                     |
| -      | 5      | HOWEVER                                          | GLAY                         |
| -      | 6      | WAになっておどろう                               | V6                           |
| -      | 8      | CAN YOU CELEBRATE?                               | 安室奈美恵                   |
| -      | 10     | 硝子の少年                                       | KinKi Kids                   |
| -      | 12     | セロリ                                           | SMAP                         |
| -      | 14     | PRIDE                                            | 今井美樹                     |
| -      | 15     | ゲンキダシテ                                     | 大黒摩季                     |
| -      | 16     | BELOVED                                          | GLAY                         |
| -      | 18     | たのしくたのしくやさしくね                       | 華原朋美                     |
| -      | 20     | ひだまりの詩                                     | Le Couple                    |
| -      | 23     | BEAT                                             | 河村隆一                     |
| -      | 24     | やさしい気持ち                                   | CHARA                        |
| -      | 26     | 愛なんだ                                         | V6                           |
| -      | 28     | Wake Me Up!                                      | SPEED                        |
| -      | 31     | HIGH PRESSURE                                    | T.M.Revolution               |
| -      | 32     | 出逢った頃のように                               | Every Little Thing           |
| -      | 36     | 抱きしめたい                                     | Mr.Children                  |
| -      | 38     | 永遠                                             | ZARD                         |
| -      | 40     | Forever                                          | 反町隆史                     |
| -      | 41     | 口唇                                             | GLAY                         |
| -      | 43     | パワーソング                                     | シャ乱Q                      |
| -      | 44     | SHAKE                                            | SMAP                         |
| -      | 46     | LOVE IS ALL MUSIC                                | 華原朋美                     |
| -      | 48     | STEADY                                           | SPEED                        |
| -      | 49     | ダイナマイト                                     | SMAP                         |
| -      | 52     | 本気がいっぱい                                   | V6                           |
| -      | 54     | 生きてく強さ                                     | GLAY                         |
| -      | 56     | 大丈夫                                           | 古内東子                     |
| -      | 57     | Melty Love                                       | SHAZNA                       |
| -      | 59     | HELP!                                            | ビートルズ                   |
| -      | 64     | BURN                                             | THE YELLOW MONKEY            |
| -      | 67     | 高校三年生                                       | 舟木一夫                     |
| -      | 68     | Over Drive                                       | JUDY AND MARY                |
| -      | 70     | JAM                                              | THE YELLOW MONKEY            |
| -      | 72     | これが私の生きる道                               | PUFFY                        |
| -      | 74     | GENERATION GAP                                   | V6                           |
| -      | 77     | 上・京・物・語                                   | シャ乱Q                      |
| -      | 78     | Shapes Of Love                                   | Every Little Thing           |
| -      | 79     | 神田川                                           | かぐや姫                     |
| -      | 81     | 渚にまつわるエトセトラ                           | PUFFY                        |
| -      | 83     | Give me a Shake                                  | MAX                          |
| -      | 84     | I LOVE YOU                                       | 尾崎豊                       |
| -      | 85     | Calling                                          | B'z                          |
| -      | 87     | 今宵の月のように                                 | エレファントカシマシ         |
| -      | 90     | Hate tell a lie                                  | 華原朋美                     |
| -      | 94     | かわいいひと                                     | ウルフルズ                   |
| -      | 95     | Alone                                            | 岡本真夜                     |
| -      | 96     | Peace!                                           | SMAP                         |
| -      | 99     | 六甲おろし                                       | 阪神タイガース球団歌         |

## スタッフ(1996年)
- 制作：27時間テレビ制作委員会 岩田進・早河洋、神村謙二
- 構成：川崎良、成田はじめ/青木和佳、遠藤まもる、大辻民樹、乙川恒樹、纐纈幸博、腰山一生、シン西川、鈴木弘康、須藤好造、高須光聖、近藤浩和、鶴芳郎、豊田俊一、中野俊成、ほそかわ紀子、堀田延、水野しげゆき、峯一雄、村上卓史

■幸運のサイコロ&サポーター（横浜アリーナ）
- - 技術総合コーディネーター：白石雅一
  - TD：関口光男
  - カメラ：小林俊明、有泉重正、小池浩、山本伸之、浅川英俊、伊東泰、桜井和則、長谷見一彦、川上孝行、西山和伸、田中敏和、吉岡正明、石橋昇、河村章、前田武志、中村智幸
  - 音声：中島健次、戸塚信也、大石忠道
  - VE：清水豊、長谷川正和、寺崎嘉高
  - VTR：今野吉徳
  - 照明：今野恒俊、佐々木靖
  - SVC：尾関真
  - デザイナー：綿貫冬樹、村竹良二
  - 美術進行：金原典代、森つねお、工藤敦博、市丸和範
  - 効果：引地康文、石川一宏、平田誠一郎
  - TK：多田羅英子、中里優子
  - 制作進行：池田慶介、檀野竹美
  - ディレクター：河口勇治、栗林堅太郎、長尾真、飯山直樹、奥田隆英、三木康一郎、藤田正成、佐々木基、岩本浩一、鈴木基之
  - プロデューサー：板橋順二、本居幸治

■京都太秦中継
- - TD：村上和彦
  - カメラ：亀井稔
  - MIX：大内光正
  - VE：戸田一朗
  - 照明：安井昭男
  - マイクロ：石橋寛
  - ディレクター：秋山純、小野恭裕
  - プロデューサー：高橋正樹

■チャレンジソングベスト100
- - TD：宮田一
  - カメラ：説田比登志、大島秀一、藤沢浩一、高木武彦、片平修巳
  - 音声：阿部健彦、宮沢庸介、小池幸宏
  - 照明：小島裕行
  - VE：重岡恵吾、監物直
  - デザイナー：石井哲也、井磧伸介
  - 美術進行：大滝千秋
  - 効果：丸山孝之、細野貴裕
  - TK：尾木みち
  - ディレクター：中貞人、西村裕明

■朝までスポーツ＜生＞電リク
- - TD：内野盛和
  - カメラ：宮崎輝夫、平野正冬、粟生隆次、川口忠久、大山由紀子、林慶太郎、牧由美子
  - 音声：松田真衣子、稲川俊一郎
  - VE：青柳一友、刈田祥司、岡田大輔
  - VTR：鈴木秀徳
  - 照明：羽村滋世
  - ENG：石田優行、福富実、七沢甲
  - デザイナー：北原國彦
  - 美術進行：猪俣正隆
  - 効果：片岡幸司
  - TK：満松美弥子
  - 制作進行：伊井忠義、進藤真一
  - ディレクター：雪竹弘一、清水祐美、辻洋司、西山弘、近藤泰教、宮本博
  - プロデューサー：岡田亮、木村廣志

■フルマラソンリレー
- - TD：小坂久男、高橋政博、辻井明、相沢重明
  - カメラ：夏目新、福元昭彦、二瓶友美、小倉守、品本幸雄、水野渉、岡本忠光、黒崎智雄、佐藤克規、若月潤那、深谷勝成
  - 音声：廣瀬雄一、朱牟田真吾、桂川英樹、五十島拓、石井慶夫
  - VE：櫻井俊明、遠藤修二、竹本広海、平井秀夫、鈴木有一、矢野伴治
  - 照明：渋谷昇、式顕義、大實学
  - マイクロ：河野健之
  - デザイン：星野和久、高橋徹
  - カメラカー：斉藤和宏
  - TK：伊藤篤美、石島加奈子
  - ランナーサポート：坂本雄次、川辺哲也、佐藤成人、山田洋美
  - 制作進行：古宇田龍一、粟沢陽一、今関康博、三浦誠
  - ディレクター：國尾佳則、中村隆、関知栄、久保田直彦、堀川英男、花岡圭一郎、文野甲
  - チーフディレクター：野宗孝司
  - プロデューサー：清野信彦、陣原高明、小川吉哉、阿部直木

■1万1千人の巨大人間イス
- - TD：奈良岡敏勝
  - カメラ：福田俊夫
  - 音声：門田晃、倉上宏之
  - VE：荒井秀訓
  - 照明：富樫孝兼
  - VTR：宮下賢治
  - ヘリ・カメラ：長谷部哲也
  - ヘリ・VE：瀬尾直之
  - デザイナー：池上隆、中塚宏
  - 効果：山名清久
  - TK：田中理奈子
  - 本部：岡田佳治、上野三帆
  - ディレクター：山本隆司、中川圭一郎、狩谷新、田部谷進
  - プロデューサー：芳谷重雄、薦田義郎、曲山史夫

■SMAPの夢くじら
- - TD：只野照久
  - カメラ：中島富弘
  - VE：柴岡悟
  - 照明：高見光平、峯尾信一
  - デザイナー：高見和彦
  - 美術進行：小川由紀夫
  - 効果：伊藤泰久
  - TK：山内洋子
  - ディレクター：陣代適、里和弘、前田泰彦、柳沼誉、村上徹夫、高野徹
  - イベント運営本部：上松道夫
  - アシスタントプロデューサー：新美広重
  - プロデューサー：小林美由貴、高橋道夫

■SMAPvsキューバ最強チーム 世紀の野球対決
- - TD：依田幹雄
  - カメラ：藤元勇二、室井良夫、五十嵐明、寺尾哲
  - 音声：後平淳一、綾高興、小池隆
  - VE：佐藤正、大沼成康、三浦錦也
  - 照明：鈴木博勝、若佐学、明田光男、矢崎貴仁
  - VTR：轟成実、遠藤忠
  - 美術進行：加藤正幸
  - 効果：登澤三広
  - 制作進行：森田兆基、飯島広介
  - ディレクター：中村雪浩、岩崎浩、平野三和
  - プロデューサー：佐藤彰

■Kinki kids マジックジョンソンに挑戦!!
- - TD：福岡伸喜
  - カメラ：三浦孝夫、会田正裕、原卓
  - 照明：田中雄哉、小比木良亮、新田学
  - 美術進行：八木正子
  - 効果：門脇弘幸
  - ディレクター：武居康仁

■たけし夢のワールドシリーズ・カルトクイズ
- - デザイン：宇家譲二
  - 美術進行：根古屋史郎、小島透
  - TK：藤本めぐみ、鈴木好
  - ディレクター：石和富志男、岩本浩一、安斉克広、佐藤伸行
  - プロデューサー：三雲薫

■有明イベント会場
- - TD：佐々木正樹
  - ディレクター：岡田淳

■小学生クラス対抗30人31脚全国大会
- - TD：辻井一義
  - SW：鈴木康夫
  - カメラ：上月正次
  - 音声：入佐隆
  - VE：柴崎正一
  - 照明：山口崇
  - デザイン：黒目樹司
  - ディレクター：吉川昌克、浦恵一、長谷川豊、伊藤修一、中平勝之
  - 制作進行：大平春見、塚崎旬子、加藤忠司
  - TK：梅澤和世

■チャレンジステーション
- - TD：大窪光俊、深栖邦一
  - カメラ：羽生康浩、野呂奔、吉田純也、西山勝、阿部登、宮田浩、川上智
  - VE：杉本善忠、千田一布、斉藤剛志、庭山勝幸
  - 美術進行：内田龍之介
  - 効果：増子彰
  - TK：川松美佐栄、櫛山照美
  - ディレクター：上野敦史
  - プロデューサー：佐々木毅、渡辺興二郎

■ニッカ池中継
- - TD：天野知行
  - カメラ：亀井康隆、石川エミ、松本隆
  - MIX：松木雅義
  - VE：北原千稔、山崎秀文
  - 効果：中山尚
  - プロデューサー：三倉文宏、岩城利明

■Aサブ放送本部
- - TD：江原淳一、斉藤弘一
  - 音声：大輪憲次、早川憲一、井上哲、倉野公嗣、手塚文雄
  - 電子画：田中義樹
  - CG：金澤弘道、福田隆之
  - オープニングCG：木村啓作
  - 回線コーディネイト：岡村浩彰
  - 効果：中山孝継、松丸利行、古川貴彦
  - TK：宮本美智子、吉条雅美、西田恵子、川崎忍
  - 制作進行：小沢稔、志村理恵、西川清美
  - 総合制作進行：中澤誠二、新保祐介、庄司仁
  - ディレクター：泉山一仁、清水幹夫、松本基弘、久野昌宏、藤井智久、後藤はな
- 技術協力：大阪東通、共立、GPA、TAMCO、TSP、テレビアルファ、テレユース、東通、日放、文化工房
- 制作協力：アミューズ、泉放送制作、NCV、太田プロダクション、オフィス北野、オフィス・トゥー・ワン、キメラ、Call、松竹芸能、ジャニーズ事務所、シリアス、スーパープロデュース、田辺エージェンシー、テレテック、テレビ朝日映像、テレビ朝日クリエイト、NAVI、nosco、ハウフルス、DACC Corp、本多芸能、マセキ芸能社、横浜シミズ、吉本興業、ライジングプロダクション
- 協力：Mizuno、Wellness、東京ドーム、横浜アリーナ、東京ネットワーク社、フルハウス
- 渉外担当：橋本昇、角井由夏、中井幹子、大野晴子
- 広報：上田めぐみ、奥村彰浩
- 美術チーフデザイナー：石上久、宮崎洋
- 技術チーフ：石山克巳
- 総合制作進行：奥努、藤川克平
- スーパーバイザー：湧口義輝、斉藤由雄、日野裕、鈴木宏男 / 原田忠幸
- ディレクター：平城隆司、東裕二、山本清
- プロデューサー：青木吾朗、澤將晃、山本隆夫、安田裕史、青山幸光、杉村全陽、時岡敬、関山吉宣
- チーフディレクター：成田信夫
- 総合演出：河野勝
- チーフプロデューサー：増田信二
- エグゼクティブプロデューサー：北村英一・木下享介
- 制作著作：テレビ朝日

## スタッフ(1997年)
- 制作：27時間テレビ制作委員会 戸倉康允・神村謙二、木下享介
- 構成：青木和佳、海老克哉、遠藤みちスケ、大久保政男、おちまさと、加藤智久、桑嶋美和、纐纈幸博、腰山一生、権谷優子、鮫肌文殊、鈴木しげき、すずきB、せきしろ、そーたに、高須光聖、高橋洋二、中野俊成、平岡秀章、兵頭潤、藤沢めぐみ、堀田延、ほそかわ紀子、町田裕章、水野しげゆき、安野智彦

■幸運のサポーター＜代々木体育館＞
- - SW：関口光男、斉藤弘一、内藤盛和
  - 技術コーディネーター：寺崎嘉高
  - カメラ：伊藤博、樋口幸紀、西村和也、小池浩、大山由紀子、立川伸太郎、浅川英俊、二瓶友美、熱田大、桜井和則、伊深喜美夫、吉岡正明、川上孝行、石橋昇、前田武志、中村智幸、岩佐健史
  - 音声：宮沢庸介、朱牟田真吾、廣瀬雄一、小池幸宏、森哲也、中島健次、石井慶夫、稲川俊一郎、川野奈巳
  - VE：高林正彦、水戸登、鈴木有一、保坂雅一、山下幸男、桜井俊明、清水豊、堀田朗、原田珠美
  - VTR：近藤哲也、若林秀光、木村淳子
  - 照明：今野恒俊、吉川哲男、山岡裕明
  - デザイン：北原國彦、綿貫冬樹、福田隆之
  - 美術進行：小島透、金原典代、工藤敦博、森つねお、市丸和範
  - TK：多田羅英子、鈴木好
  - 制作本部：西浩一郎、檀野竹美
  - アシスタントディレクター：本井健吾、小川覚司、大川武宏
  - ディレクター：河口勇治、飯山直樹、長尾真、藤田正城、山崎典昭、奥田隆英、小峰智、松本能幸
  - プロデューサー：本居幸治

＜宮崎＞
- - 技術チーフ：重信実男
  - TD：倉永敏幸
  - SNG：中條幸二
  - カメラ：中村隆志、北田勝大
  - 音声：金井雅信
  - 照明：川添照明
  - デザイン：井磧伸介
  - 美術進行：浜野尚
  - ディレクター：竹谷和樹、新村幸三郎、村瀬充
  - プロデューサー：三雲薫、今木清志、松江陽一郎

■小学生クラス対抗30人31脚50m走
- - TD：鈴木康夫
  - カメラ：鈴木康雄、貞方利明、川村悦生、塚本康弘
  - VE：高橋和周、丹羽秀樹
  - VTR：森山和夫
  - 音声：菊哲也、龍田幸久
  - 照明：宮本博司、鈴木博勝
  - 制作進行：飯島広介、塚原都、黒河内高明、角森弥生
  - コーディネーション：中井幹子、日野紅子
  - ディレクター：小野恭裕、木山亨、長谷川豊、岩崎太一、武井俊夫、金子亮、吉田たかし、岩路真樹、平出淳、神田修
  - アシスタントプロデューサー：大平春見、塚崎旬子
  - プロデューサー：吉川昌克、大久保健治

■今夜結成!ブリーフ4!! 東京チャレンジツアー
- - TD：石山達彦、只野照久
  - カメラ：川村利一、若月潤那、久根崎方昭、松尾秀一、玉木政成、鈴木秀治
  - 音声：笹谷孝司、岡元祐二、田口豊、佐野一人、高松千佳子
  - VE：中島武士、平井秀夫
  - 照明：式顕義
  - 音響効果：平田誠一郎
  - 美術進行：鎌井淳、原澤太郎
  - TK：船木玉緒
  - アシスタントディレクター：有馬章浩、樋口圭介
  - ディレクター：岩本浩一、工藤浩之、伊東寛晃、山川秀樹、岩崎浩
  - プロデューサー：中村雪浩

■チャレンジソング&MUSIC POWER CHALLENGE LIVE
- - TD：説田比登志
  - カメラ：小林俊明、大島秀一、高木武彦、片平修巳、山本信之
  - 音声：阿部健彦、長谷川泰裕、井上哲、胡桃澤啓司
  - VE：重岡恵吾、井上貴史、小野真介
  - 照明：小島裕行、江頭儀裕、金子功、櫻井篤、高野公洋、水本富男、鈴木敏也、高柴圭一、大郷智広、小林瑞雪、和気義幸
  - デザイン：石井哲也、市川亜矢子、石上久
  - 美術進行：大滝千秋、野口敏嗣、斉藤直純
  - 音響効果：丸山孝之
  - TK：尾木みち
  - アシスタントディレクター：奥田創史、小田隆一郎、鍋嶋敬司
  - ディレクター：中貞人、西村裕明

■ニュースチャレンジステーション
- - TD：栗原宏和
  - SW：品本幸雄
  - カメラ：深栖邦一、大窪光俊、羽生康浩、徳丸健二
  - 音声：奥田直樹
  - VE：斉藤弘一、伊藤泰、宮田一
  - VTR：城口順
  - TK：有馬由美子、森浩美
  - ニュースデスク：鮫島慎司、萩原耕太郎、角南源五
  - ディレクター：清田浩司、仙波博章

■内村桃子の天気予報
- - ウェザーセンター：坂野義幸、小川隆、大坪享由、松田晶宏
  - プロデューサー：鎮目博道

■南原スポーツステーション
- - カメラ：藤原朋巳、中村浩
  - VE：佐野雅彦、勝屋一朗
  - 照明：菅原祐
  - 音響効果：渡辺浩昭
  - デザイン：宇家譲二、横井勝
  - 美術進行：前田香織
  - TK：田中理奈子
  - アシスタントディレクター：横井隆、柊知一郎
  - ディレクター：雪竹弘一

■タモリとチャレンジ
- - TD：藤元勇二
  - カメラ：寺尾哲、小野寺政紀
  - 音声：長津精孝、金井陽一、堀江誠二
  - VE：川村茂
  - 照明：峯尾信一、神谷江梨子、駅信一
  - アシスタントディレクター：牛山みどり、福岡和哉、酒井健作
  - ディレクター：山谷和隆、三浦政信
  - プロデューサー：瀬戸口修

■クイズ ナイナイナ スペシャル
- - TD：依田幹雄、辻井明、鈴木正美
  - カメラ：辻稔、羽村智滋、山本義治、古橋稔、青木芳行
  - 音声：中本清、菅原馨一、伊藤大以佐、大石忠道
  - VE：大伴家宣、佐野雅彦、今野吉徳、岡田大輔、遠藤修二、中根鉄弥
  - 照明：小松武久、平井治雄、田中晴夫、根建勝広
  - TK：満松美弥子、横田麻美
  - 制作進行：古宇田龍一
  - ディレクター：加地倫三、北村要、塚田秋春
  - プロデューサー：松本仁司

■ロンブー・PUFFY完徹!! バック・トウ・ザ・80s
- - TD：田中雅積
  - カメラ：栗林克夫、外川真一、西村佳晃、山口崇
  - 音声：高橋秀行、猪俣晃、堀尾淳、森衛規
  - VE：福田正人
  - LD：小松武久
  - 照明：和田良雄
  - 音響効果：登澤満広
  - デザイン：池上隆
  - 美術進行：星野和久、高橋徹、加藤正幸
  - TK：中里優子
  - アシスタントディレクター：梶淳、上田めぐみ、小島健嗣
  - ディレクター：藤井智久、伊東寛晃、頼誠司、佐藤誠二、真中博司、斉藤裕之
  - プロデューサー：石水浩

■鉄棒ぶらさがり耐久レース
- - TD：伊従慈洋
  - カメラ：山本義浩、長嶋英弘
  - 音声：大石忠道、加瀬正敏
  - VE：茂木方人
  - VTR：中島美郎
  - 照明：佐々木靖
  - 美術進行：黒目樹司
  - TK：岡田美恵子
  - 制作進行：藤村美和
  - ディレクター：貞松秀樹、花島悟

■ジャニーズJr.とみんなで作ろう!夢ザウルス
- - TD：中本宏
  - カメラ：鳥居淳彦、小倉研、相沢重明、日山秀樹、伊藤泰、杉田貴則
  - VE：秋元隆徳、平井秀夫
  - 音声：中井司、渡辺弘毅、西田敬
  - 照明：高見光平、大野精一
  - デザイン：高見和彦
  - 美術進行：小川由紀夫、入江大介
  - 音響効果：中山孝継
  - TK：加藤直子、山内洋子
  - アシスタントディレクター：佐藤仁美、光瀬史郎、吉本竜二、早坂香里、山岡重樹、一ノ瀬尚子
  - ディレクター：陣代適、高野徹
  - 運営本部長：上松道夫
  - アシスタントプロデューサー：小林美由貴、佐藤光浩、前田泰彦
  - プロデューサー：高橋道夫

■イルカが海に帰る日
- - TD：吉野洋雄、松野功夫
  - カメラ：有泉重正、田代博一、五十島拓
  - 音声：走出啓、手塚文雄、小出雅三
  - VE：宮城善勇、春日康志、監物直
  - マイクロ：屋我明、北原信之、長谷川正和
  - ヘリ：高橋政博、瀬尾直之
  - 照明：仲間哲也
  - 音響効果：増子彰
  - ディレクター：諸橋史明、鈴木裕美子、足立直紀、加賀山曜、颯崎広則、黒坂将司、芦田政和、江島浩之、山田美穂、濱田千佳、江野夏平
  - アシスタントプロデューサー：松井英光、中村弘樹
  - プロデューサー：吉田幸治

■キャスター宮本のサンデースポーツ
- - TD：奈良岡敏勝
  - カメラ：塚越勲、鍵本雅美
  - 音声：門田晃
  - VE：横島和広
  - VTR：川上政信
  - デザイン：中塚宏
  - 美術進行：鎌井淳、原澤太郎
  - 音響効果：菅原大介
  - TK：藤本めぐみ
  - ディレクター：石和富志男、小川謙治
  - プロデューサー：山本隆司、倉田泰孝

■久米&鶴瓶のチャレンジ京都二人旅
- - カメラ：山本修身、貴志亮滋
  - 音声：森一生
  - ディレクター：中川圭一郎
  - プロデューサー：稲垣健司、本永巳樹

■夢・チャレンジャー
- - ディレクター：後藤良隆、伊藤修一
  - アシスタントプロデューサー：中曽根美幸、山田幸弘
  - プロデューサー：河野勝

■制作ステーション
- - TD：粟生隆次、山内克彦
  - カメラ：宮田一、加藤英昭、木原良昭、藤沢浩一、林慶太郎、牧由美子、平野正冬、川口忠久
  - 音声：牧野行雄、安井功、大輪憲次、白石雅和、肥田孝治、戸塚信也、松田真衣子
  - VE：辻井一義、高波謙治、阿部良幸、土屋 政治、西脇正和、林徹一、横田一浩、小山恭司、原田充、田中久史、鈴木秀徳
  - 照明：鈴木秀、植松幸人
  - ヘリ：夏目新、福元昭彦
  - 美術進行：判田浩、猪俣正隆、朝田剛史
  - CG：金澤弘道、山崎一正、土居憲和、加藤朱美
  - CGテロップ：田中義樹、片桐幸三
  - タイトル：竹内謙治、宍戸淳一
  - プロファイル：酒匂誠、吉田英治
  - オープニングCG：木村啓作
  - 音響効果：引地康文、小山厚子
  - TK：宮本美智子、吉条雅美、西田恵子、川崎忍、山田美樹
  - コーディネーション：菊池恭、安田裕史、橋本昇、岡村浩彰
  - ディレクター：青木吾朗、山本清、杉村全陽
- 海外取材・リサーチ：ANN シドニー支局、ロサンゼルス支局、ニューヨーク支局、マニラ支局、バンコク支局、ウラジオストック支局、パリ支局、ヨーロッパ代表事務所
- 協力：R.K.M FAMILY、イエローキャブ、avex、オフィス北野、ジャニーズ事務所、松竹芸能、田辺エージェンシー、ボックスコーポレーション、マセキ芸能社、吉本興業/ANA、東邦航空、Mizuno、本多芸能
- 美術協力：テレビ朝日クリエイト
- 技術協力：テイクシステムズ、TSP、テレユース、東通、Digital Design STUDIO、DACC Corp、TECHNONET、文化工房
- 制作協力：アップライジング、アミューズ、NCV、オイコーポレーション、オフィス・トゥー・ワン、キメラ、Call、THE WORKS、JCTV、スウィッシュ・ジャパン、スーパープロデュース、テレビ朝日映像、テレビ朝日ミュージック、テレテック、NAVI
- 総合制作進行：宮光伸洋、佐藤尚子、西川清美
- 総合演出進行：岡田亮、深山典久/清水幹夫、中澤誠二、新井宏信、藤原裕子
- 編成担当：川島保男
- 広報担当：奥村彰浩、鈴木かおり
- ネットワーク担当：大橋新、関山吉宣、関知栄
- スーパーバイザー：鈴木宏男、日野裕、佐藤彰、金沢昭吾
- チーフテクニカルプロデューサー：磯野英央
- チーフアートデザイナー：高原篤
- チーフアシスタントプロデューサー：池田慶介、藤川克平
- 総合演出：平城隆司・板橋順二・吉田貴志、曲山史夫
- チーフプロデューサー：澤將晃、三倉文宏、時岡敬、山本隆夫、本行正実、川瑞信晃
- 総合演出・チーフディレクター：青山幸光
- 総合プロデューサー：増田信二
- エグゼクティブプロデューサー：北村英一
- 制作著作：テレビ朝日

## 各局の超大型特別番組
- 24時間テレビ 「愛は地球を救う」 - （日本テレビ系列、1978年 - （1978年に日本テレビ開局25周年特別番組としてスタート）
- FNS27時間テレビ - （フジテレビ系列、1987年 - （1987年にフジテレビ開局30周年特別番組としてスタート）
  - FNS27時間テレビ 〜にほんのスポーツは強いっ!〜（2019年11月2日・3日の両日に放送。11月に超大型特番を放送するのは本番組以来22年ぶりとなった）
- ファイトTV24・やればできるさ! - （TBS系列、2001年にTBS（当時の東京放送）開局50周年記念特別番組として放送）